# Giải vô địch bóng đá nữ U-19 châu Âu 2006
Giải vô địch bóng đá nữ U-19 châu Âu 2006 diễn ra tại Thụy Sĩ từ ngày 11 tháng 7 đến 22 tháng 7 năm 2006.

## Vòng bảng

### Bảng A
| Đội       | Đ | Tr | T | H | B | BT | BB |
| --------- | - | -- | - | - | - | -- | -- |
| Đức       | 7 | 3  | 2 | 1 | 0 | 7  | 1  |
| Đan Mạch  | 4 | 3  | 1 | 1 | 1 | 2  | 3  |
| Thụy Điển | 3 | 3  | 0 | 3 | 0 | 1  | 1  |
| Bỉ        | 1 | 3  | 0 | 1 | 2 | 1  | 6  |

| Đức       | 1 – 1    | Thụy Điển  |
| --------- | -------- | ---------- |
| Angel 88' | Chi tiết | Krantz 37' |

| Đan Mạch           | 2 – 1    | Bỉ        |
| ------------------ | -------- | --------- |
| E. Madsen 42', 67' | Chi tiết | Elsen 33' |

| Đức                               | 2 – 0    | Đan Mạch |
| --------------------------------- | -------- | -------- |
| Bajramaj 53' (ph.đ.) · Keßler 67' | Chi tiết |          |

| Thụy Điển | 0 – 0    | Bỉ |
| --------- | -------- | -- |
|           | Chi tiết |    |

| Bỉ | 0 – 4    | Đức                                              |
| -- | -------- | ------------------------------------------------ |
|    | Chi tiết | Engel 42' · Keßler 46' · Blässe 85' · Höfler 90' |

| Thụy Điển | 0 – 0    | Đan Mạch |
| --------- | -------- | -------- |
|           | Chi tiết |          |

### Bảng B
| Đội     | Đ | Tr | T | H | B | BT | BB |
| ------- | - | -- | - | - | - | -- | -- |
| Pháp    | 9 | 3  | 3 | 0 | 0 | 8  | 1  |
| Nga     | 6 | 3  | 2 | 0 | 1 | 8  | 6  |
| Thụy Sĩ | 3 | 3  | 1 | 0 | 2 | 3  | 5  |
| Hà Lan  | 0 | 3  | 0 | 0 | 3 | 1  | 8  |

| Nga                  | 1 – 4    | Pháp                                               |
| -------------------- | -------- | -------------------------------------------------- |
| Danilova 40' (ph.đ.) | Chi tiết | Delie 12', 66' · Coton Pélagie 19' · Le Sommer 90' |

| Thụy Sĩ                  | 2 – 0    | Hà Lan |
| ------------------------ | -------- | ------ |
| Sarrasin 63' · Meyer 75' | Chi tiết |        |

| Hà Lan | 0 – 1    | Pháp      |
| ------ | -------- | --------- |
|        | Chi tiết | Delie 39' |

| Thụy Sĩ | 1 – 2    | Nga               |
| ------- | -------- | ----------------- |
| Abbé 1' | Chi tiết | Danilova 50' (59) |

| Pháp                                      | 3 – 0    | Thụy Sĩ |
| ----------------------------------------- | -------- | ------- |
| Houara 66' · Mazaloubeaud 12' · Delie 90' | Chi tiết |         |

| Hà Lan            | 1 – 5    | Nga                                         |
| ----------------- | -------- | ------------------------------------------- |
| van der Heijde 8' | Chi tiết | Danilova 18' (28), 53' (68) · Terekhova 84' |

## Vòng đấu loại trực tiếp
|  | Bán kết  | Bán kết  | Bán kết |      |     | Chung kết | Chung kết | Chung kết |  |
|  |          |          |         |      |     |           |           |           |  |
|  | Đức      | Đức      | 4       |      |     |           |           |           |  |
|  | Đức      | Đức      | 4       |      |     |           |           |           |  |
|  | Nga      | Nga      | 0       |      |     |           |           |           |  |
|  | Nga      | Nga      | 0       |      | Đức | Đức       | 3         |           |  |
|  |          |          |         |      | Đức | Đức       | 3         |           |  |
|  |          |          | Pháp    | Pháp | 0   |           |           |           |  |
|  | Pháp     | Pháp     | Pháp    | Pháp | 0   | 1         |           |           |  |
|  | Pháp     | Pháp     |         |      |     |           |           |           |  |
|  | Đan Mạch | Đan Mạch | 0       |      |     |           |           |           |  |

### Bán kết
| Đức                                                             | 4 – 0    | Nga |
| --------------------------------------------------------------- | -------- | --- |
| Angel 47' · M. Kerschowski 50' · Maier 53' · I. Kerschowski 72' | Chi tiết |     |

| Pháp      | 1 – 0    | Đan Mạch |
| --------- | -------- | -------- |
| Delie 71' | Chi tiết |          |

### Chung kết
| Đức                                          | 3 – 0    | Pháp |
| -------------------------------------------- | -------- | ---- |
| I. Kerschowski 13' (53) · M. Kerschowski 75' | Chi tiết |      |